# Zenon Kosidowski

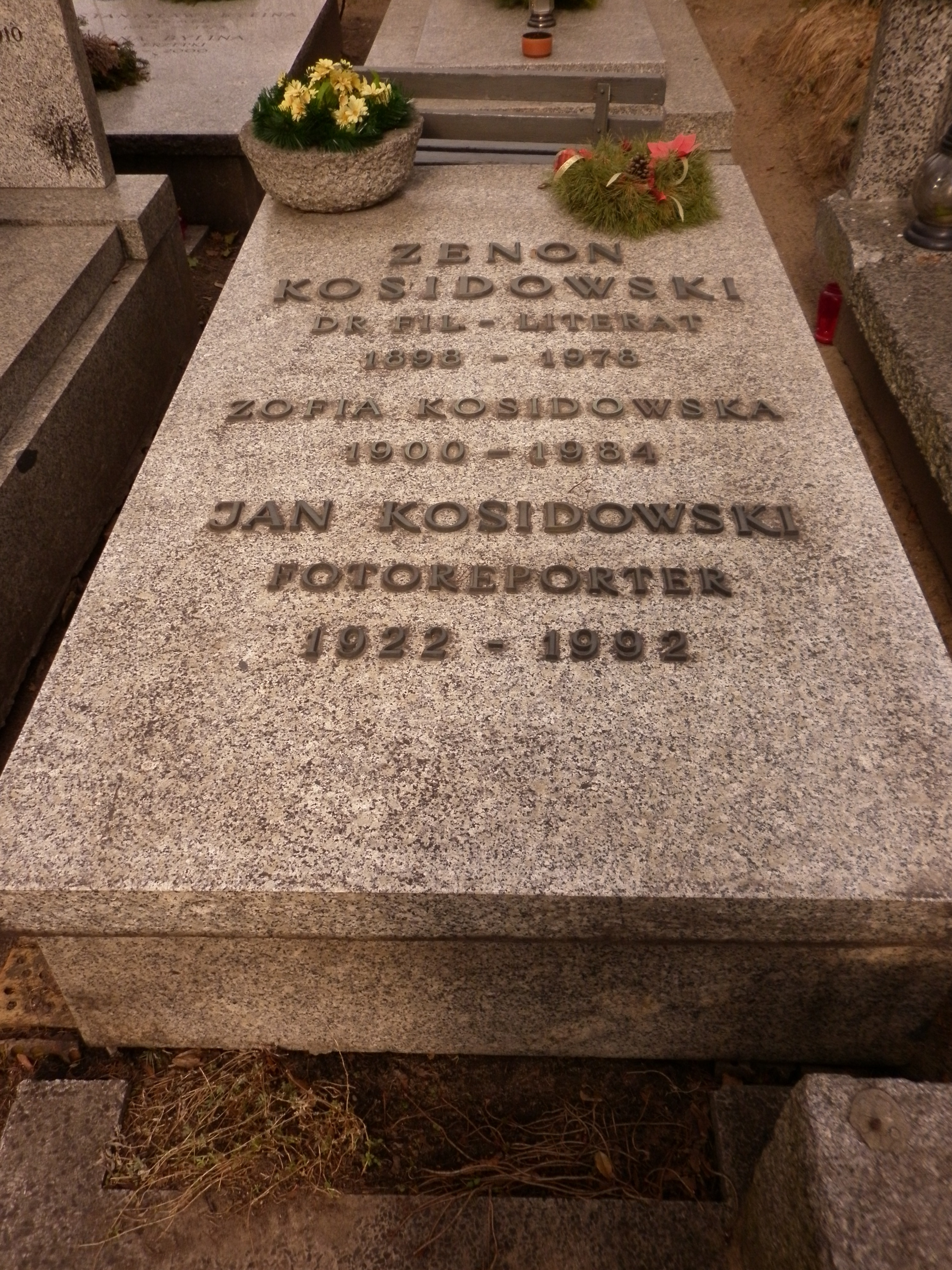
Grób Kosidowskiego na warszawskim Cmentarzu Wojskowym na Powązkach

Zenon Alojzy Kosidowski (ur. 22 czerwca 1898 w Inowrocławiu, zm. 14 września 1978 w Warszawie) – polski pisarz, eseista, poeta.

## Życie i twórczość
Syn Antoniego (ur. 1863) i Walentyny z d. Fiedler (ur. 1862). Ukończył Gimnazjum Klasyczne w Poznaniu. Służył w armii pruskiej (walczył m.in. pod Verdun), jednak zdezerterował z niej w celu uczestniczenia w powstaniu wielkopolskim. W latach 1919–1922 odbył studia humanistyczne na Uniwersytecie Poznańskim i UJ, gdzie ukończył germanistykę i polonistykę. Współredagował (1919–1920) czasopismo ekspresjonistów „Zdrój”. W 1919 zadebiutował na jego łamach jako poeta i zamieszkał w Poznaniu. Następnie pracował jako polonista w łódzkiej szkole średniej. Od 1928 do 1939 był redaktorem i dyrektorem poznańskiej rozgłośni Polskiego Radia, a w latach 1933–1938 prezesem Związku Zawodowego Literatów Polskich w Poznaniu i jednym z głównych inicjatorów cotygodniowych Czwartków Literacko-Artystycznych.
Po wybuchu II wojny światowej dotarł do Portugalii, a następnie przebywał w USA (1939–1951), gdzie m.in. wykładał historię kultury polskiej na uniwersytecie w Los Angeles (1945–1949). Redagował w tym państwie „Tygodnik Polski” (1942–43), a od 1950 – pismo ambasady polskiej w Waszyngtonie, „Poland of Today”.
W 1922 opublikował tomik poetycki Szalony łowca, w 1928 – rozważania pt. Artystyczne słuchowisko radiowe, a w 1931 – szkice krytyczne Fakty i złudy. Napisał także Poemat o Stanisławie Wysockiej (1930) i dramat Pożar (1927). Po powrocie do kraju (1951) pisał zbiory szkiców popularnonaukowych o dziejach starożytnych cywilizacji i kultur, m.in.:
- Gdy słońce było bogiem (1956),
- Królestwo złotych łez (1960),
- Opowieści biblijne (1963, w 1968 wydana także w ZSRR w języku ukraińskim jako Biblijni opowidi[4]),
- Rumaki Lizypa (1965),
- Opowieści ewangelistów (1979 Warszawa: Iskry; wydana pośmiertnie w ZSRR w języku rosyjskim w 1979, a także w 1977 jako Сказания евангелистов Москва, Политиздат, na podstawie pierwotnej publikacji polskiej na łamach "Dookoła Świata", 1973–1975[5]).

W swoich dwóch książkach Opowieści biblijne i Opowieści ewangelistów przedstawiał biblijne wydarzenia w krytycznym i sceptycznym świetle (jednak nie kwestionował historyczności wielu biblijnych postaci, w tym Jezusa z Nazaretu).
Jego utwory były tłumaczone na bułgarski, chiński, czeski, litewski, łotewski, mołdawski, rosyjski, rumuński, serbsko-chorwacki, słowacki, ukraiński, węgierski.
Pochowany na Cmentarzu Wojskowym na Powązkach w Warszawie (kwatera B 35-7-9).

## Ordery i odznaczenia
- Krzyż Komandorski z Gwiazdą Orderu Odrodzenia Polski (1978)[8]
- Krzyż Oficerski Orderu Odrodzenia Polski (1965)[8]
- Złoty Krzyż Zasługi (9 listopada 1931)[9]
- Medal Komisji Edukacji Narodowej (1977)[8]
- Srebrny Wawrzyn Akademicki (5 listopada 1935)[10]
- Odznaka Honorowa Miasta Poznania (1971)[8]

## Nagrody
- Nagroda Państwowa II stopnia (1964)
- Nagroda Towarzystwa Krzewienia Kultury Świeckiej (1965)